# Yeşilköy köyü, Yenice
Yeşilköy là một xã thuộc huyện Yenice, tỉnh Çanakkale, Thổ Nhĩ Kỳ. Dân số thời điểm năm 2011 là 337 người.